# 里見忠重
里見 忠重（さとみ ただしげ）は、安土桃山時代から江戸時代前期にかけての武将、大名。上野板鼻藩主。里見義頼の子。
実名は義高・義英などとも伝えられるが、『長傳寺文書』に含まれる古文書では「忠重」と自署している。

## 生涯
安房国の戦国大名・里見義頼の子として誕生。
慶長年間に上野国板鼻において1万石を与えられた。
慶長6年（1601年）正月14日、徳川秀忠から「忠」の字を拝領する（『筆余附録』）。
慶長8年（1603年）3月25日、京都で挙行された秀忠の将軍拝賀の式典に参列（『東照宮御実紀』）。
慶長13年（1608年）4月17日、安中市板鼻の長傳寺に発給した古文書には「忠重」と自署しており、実名は忠重である。
慶長18年（1613年）10月1日に職務怠慢を理由に江戸幕府の命で改易され、浪人生活を生越(おごせ)で送る。義弟酒井忠勝の庄内鶴岡に国替えの際に同行し､以後は捨て扶持である400石を与えられ、子孫は同家家臣とされた。その後仏門に入り、武蔵国鶴見に隠棲したが、病気に苦しむ民衆を救うために発願し、即身仏となったといわれている。神奈川県横浜市鶴見区東寺尾の松蔭寺境内の忠重が入定したところに慈眼堂が建立されたとされており、現在も毎年一度供養が行われている。
『荘内古事抄』によれば、忠重の子・義久（靫負、1634年・<寛永11年>生）が延宝5年（1677年）に庄内藩酒井家に提出した里見家の由来書が所収されている。それによると、忠重は酒井家に仕官後に「里見外記」と称し、西郷氏との間に4子をもうけた後、慶安3年（1650年）9月に病死したという。